# ヴェリーカヤ川
ヴェリーカヤ川（ヴェリーカヤがわ、ヴェリカヤ川、ロシア語: Великая, ラテン文字表記: Velikaya; エストニア語: Velikaja jõgi / Pihkva Emajõgi; ヴォロ語: Pihkva Imäjõgi）は、ロシア北西部のプスコフ州を流れる河川である。
プスコフ州南部のベジャニツカヤ丘陵（Бежаницкая возвышенность）に発し、北へ流れ、オポーチカ、オストロフ、州都プスコフを経てペイプシ湖（チュド湖）に入る。ペイプシ湖からはナルヴァ川を経て北のフィンランド湾に至っている。
下流は、ペイプシ湖から40kmまでは航行可能。中世のロシアで有数の交易都市として栄えたプスコフの水上交易路でもあった。